# Regolamento di giurisdizione
Il regolamento di giurisdizione è un istituto processuale del ramo civile previsto e disciplinato dall'art. 41 del c.p.c.. È lo strumento attraverso il quale possono essere risolte preventivamente, cioè prima che il giudice stesso decida la causa, le questioni di giurisdizione in caso di conflitto di giurisdizione tra giudice civile, amministrativo, contabile, tributario o giudici speciali. Prevede il ricorso con le forme definite agli articoli 360 c.p.c. ss. L'istanza è proposta dalle parti o dal giudice.

## Fonti
Ai sensi dell'articolo 41 (si veda modifica introdotta con art. 59 della L. 18 giugno 2009 n. 69) del codice di procedura civile
finché la causa non sia decisa nel merito in primo grado, ciascuna parte può chiedere alle Sezioni unite della Corte di cassazione che risolvano le questioni di giurisdizione di cui all'articolo 37

## Finalità
Il regolamento cosiddetto "preventivo" di giurisdizione è strumento atto ad evitare che si proceda davanti ad un giudice sfornito di giurisdizione e si veda poi cassata la sentenza dalla Corte suprema. Ha una prevalente funzione di economia processuale. Non si tratta di un mezzo di impugnazione perché non interviene su di una decisione resa da altro giudice, ma semplicemente rimette il potere di decidere sulla questione di giurisdizione alla Corte suprema.
Un punto ampiamente dibattuto riguarda il termine ultimo entro cui può essere proposto il regolamento.
L'art. 41 c.p.c. dice che la preclusione non scatta "Finché la causa non sia decisa nel merito in primo grado...", ma dottrina e giurisprudenza hanno interpretato questo dettato estendendo la preclusione alla proponibilità del regolamento a qualunque sentenza definitiva o non definitiva di merito o processuale in primo grado. Le ragioni sono chiare, il regolamento non è mezzo d'impugnazione, deve, quindi, essere strumentale a prevenire decisioni impugnabili. Se il giudice emette sentenza l'ordinamento ha a disposizione altri mezzi per porre rimedio all'errore.
Il regolamento è proponibile, naturalmente, dal convenuto, ma anche dall'attore che vi ha dato causa: ambedue le parti, quindi, per ribadire ulteriormente che lo scopo è di prevenire passaggi inutili davanti al giudice.
L'art. 41 c.p.c. è applicabile ai processi a cognizione piena, non ai procedimenti sommari aventi natura cautelare.
Le questioni per le quali è previsto il regolamento sono individuate dall'art. 37 c.p.c. "difetto di giurisdizione del giudice ordinario nei confronti della pubblica amministrazione o dei giudici speciali..."  
L'istanza di regolamento si propone con ricorso alle Sezioni unite della Corte di cassazione con le modalità previste dall'art. 365 c.p.c. e ss.
Nota di rilievo meritano:
- il disposto dell'art. 367 c.p.c. modificato con la riforma al codice di procedura civile del 1990, riforma che ha attribuito al giudice davanti al quale pende la causa la valutazione circa la sospensione del processo, subordinandola al ricorrere di due presupposti "... sospende il processo se non ritiene l'istanza manifestamente inammissibile o la contestazione della giurisdizione manifestamente infondata";
- la riforma del 2009 che ha introdotto la possibilità di operare una translatio judicii così che se le parti riassumono, entro il termine di tre mesi dal passaggio in giudicato della pronuncia della cassazione, la causa davanti al giudice indicato dalle Sezioni unite questa si considera proposta ex tunc.

In origine la sospensione era obbligatoria ed incondizionata e consentiva l'uso del regolamento per mere finalità dilatorie.
Con la traslatio judicii non è più necessario riproporre la causa ma è sufficiente riassumerla in termini perché siano fatti salvi gli effetti sostanziali e processuali della domanda. 
Un problema può sorgere nel caso in cui il processo di merito prosegua davanti al giudice adito, giungendo a sentenza, nonostante penda il ricorso per il regolamento di giurisdizione davanti alla Suprema corte. Due sono le possibili e contrarie soluzioni. La prima è lineare, la Cassazione afferma la giurisdizione del giudice di merito, la sentenza resa dal giudice a quo è pienamente efficace. La seconda prevede che le due sentenze, ovviamente opposte, trovino un coordinamento. La Cassazione arriva a negare la giurisdizione del giudice di merito, il giudice nel frattempo ha reso sentenza di merito. Per la soluzione trova applicazione analogica l'art. 336 c.p.c. che prevede che "La riforma o la cassazione estende i suoi effetti a provvedimenti e agli atti dipendenti dalla sentenza riformata o cassata."  

## Nel processo amministrativo
L'art. 10 del Decreto legislativo 2 luglio 2010 n. 104 statuisce la rilevabilità del difetto di giurisdizione d'ufficio in primo grado davanti al giudice amministrativo, nonché in grado di appello; esso può essere promosso secondo le norme del codice di procedura civile a cui si rinvia, soltanto a condizione che non vi sia stata acquiescenza sul capo della sentenza che esplicitamente o implicitamente abbia pronunciato sulla giurisdizione.
Il regolamento di giurisdizione, sottoscritto da un cassazionista e notificato a tutte le parti del processo amministrativo, può essere proposto in primo grado solo finché la causa non sia stata decisa anche se solamente nel rito. Tale preclusione non opera se il giudice abbia sollevato questione pregiudiziale alla Corte di giustizia delle Comunità europee. (Cass. 3 novembre 2009, ordinanza n. 23200)
Il rito prevede due modalità alternative secondo l'art. 380 bis cpc.